# Lista światowego dziedzictwa UNESCO w Kirgistanie
Lista światowego dziedzictwa UNESCO w Kirgistanie – lista miejsc w Kirgistanie wpisanych na listę światowego dziedzictwa UNESCO, ustanowioną na mocy Konwencji w sprawie ochrony światowego dziedzictwa kulturowego i naturalnego, przyjętą przez UNESCO na 17. sesji w Paryżu 16 listopada 1972 i ratyfikowaną przez Kirgistan 3 lipca 1995 roku.
Obecnie (stan na koniec 2022 roku) na liście znajdują się trzy obiekty: dwa o charakterze dziedzictwa kulturowego i jeden o charakterze przyrodniczym.
Na kirgiskiej liście informacyjnej UNESCO – liście obiektów, które Kirgistan zamierza rozpatrzyć do zgłoszenia do wpisu na listę światowego dziedzictwa – znajdują się dwa obiekty (stan na koniec 2019).

## Obiekty na liście światowego dziedzictwa UNESCO
Poniższa tabela przedstawia kirgiskie obiekty na liście światowego dziedzictwa UNESCO:
Nr ref. – numer referencyjny UNESCO;
Obiekt – polskie tłumaczenie nazwy wpisu na liście wraz z jej angielskim oryginałem;
Położenie – miasto, obwód; współrzędne geograficzne;
Typ – klasyfikacja według Komitetu Światowego Dziedzictwa:
- kulturowe (K),
- przyrodnicze (P),
- kulturowo–przyrodnicze (K,P);

Rok wpisu – roku wpisu na listę;
Opis – krótki opis obiektu wraz z informacjami o jego zagrożeniu.
     Wpisy transgraniczne
| Nr ref. | Obiekt | Zdjęcie | Położenie | Typ                | Rok  | Opis |
| ------- | --- | ------- | --- | ------------------ | ---- | --- |
| 1230    | Święta Góra Sułajman Too Sulaiman-Too Sacred Mountain                                                                |         | Osz Obwód oszyński 40°31′50,0″N 72°47′02,0″E/40,530561 72,783889                                                                                  | K (iii)(vi)        | 2009 | Góra (1100 m n.p.m.) w kotlinie Fergańskiej, otoczona czcią od 1500 lat – na jej zboczach i pięciu szczytach znajduje się wiele miejsc kultu, a ściany jaskiń pokrywają liczne petroglify przedstawiające ludzi, zwierzęta oraz formy geometryczne. |
| 1442    | Jedwabny Szlak: sieć dróg w korytarzu Chang’an–Tienszan Silk Roads: the Routes Network of Chang'an-Tianshan Corridor |         | Obwód czujski 42°48′07″N 75°12′12″E/42,801944 75,203333 42°44′48″N 75°15′01″E/42,746667 75,250278 42°54′44″N 75°00′54″E/42,912222 75,015000       | K (ii)(iii)(v)(vi) | 2014 | Odcinek rozległej sieci dróg Jedwabnego Szlaku o długości 5 tys. km, biegnący z Xi’an (dawnej stolicy Chin za panowania dynastii Han i Tang) do Siedmiorzecza w Azji Środkowej, który powstał w okresie od II p.n.e. do I w. n.e. i był w użyciu do XVI w. Wpis transgraniczny wraz z Chinami i Kazachstanem obejmuje 33 miejsca położone wzdłuż szlaku, m.in. ośrodki miejskie i dworskie, osady handlowe, świątynie buddyjskie, starożytne drogi, zajazdy pocztowe, przełęcze, wieże strażnicze, odcinki Wielkiego Muru, fortyfikacje, grobowce i budowle sakralne. Na terenie Kirgistanu wpis obejmuje trzy miasta: Balasagun, Newaket i Sujab. |
| 1490    | Zachodni Tienszan Western Tien-Shan                                                                                  |         | Obwód dżalalabadzki 41°52′25″N 71°56′14″E/41,873611 71,937222 41°35′31″N 70°27′28″E/41,591944 70,457778 41°43′28″N 71°34′42″E/41,724444 71,578333 | P (x)              | 2016 | Wpis transgraniczny wraz z Kazachstanem i Uzbekistanem obejmuje obszar zachodniego Tienszanu o zróżnicowanym krajobrazie i wyjątkowo bogatej florze i faunie. Na terenie Kirgistanu wpis obejmuje trzy obszary chronione: Sary-Czelekskij gosudarstwiennyj biosfiernyj zapowiednik, Biesz-Aralskij gosudarstwiennyj zapowiednik i Padysza-Ataskij gosudarstwiennyj biosfiernyj zapowiednik. |

## Obiekty na kirgiskiej liście informacyjnej UNESCO
Poniższa tabela przedstawia obiekty na kirgiskiej liście informacyjnej UNESCO:
Nr ref. – numer referencyjny UNESCO;
Obiekt – polskie nazwa obiektu wraz z jej angielskim oryginałem na kirgiskiej liście informacyjnej;
Położenie – miasto, prowincja; współrzędne geograficzne;
Typ – klasyfikacja według zgłoszenia:
- kulturowe (K),
- przyrodnicze (P),
- kulturowo–przyrodnicze (K,P);

Rok wpisu – roku wpisu na listę informacyjną;
Opis – krótki opis obiektu wraz z informacjami o jego zagrożeniu.
| Nr ref. | Obiekt                                                                     | Zdjęcie | Położenie                                                                                       | Typ                    | Rok  | Opis |
| ------- | -------------------------------------------------------------------------- | ------- | ----------------------------------------------------------------------------------------------- | ---------------------- | ---- | --- |
| 1512    | Sajmałuu-Tasz Saimaly-Tash Petroglyphs                                     |         | Obwód dżalalabadzki 41°10′50″N 73°48′50″E/41,180667 73,814000                                   | K (iii)(iv)(vi)        | 2001 | Rezerwat przyrody Sajmałuu-Tasz w Kotlinie Fergańskiej, w którym znajduje się jedno z największych skupisk petroglifów na świecie. Odkryto tu ok. 10 tys. rysunków z III–II tysiąclecia p.n.e. – epoki neolitu i brązu. |
| 5518    | Miejsca przy Jedwabnym Szlaku w Kirgistanie Silk Roads Sites in Kyrgyzstan |         | Obwód naryński Obwód czujski Obwód issykkulski Obwód tałaski Obwód dżalalabadzki Obwód oszyński | K (ii)(iii)(iv)(v)(vi) | 2010 | Wpis obejmuje 6 obszarów na terenie całego Kirgistanu, m.in. karawanseraj Tasz Rabat i zabytkowe miasto Özgön. |